# William Butler Yeats

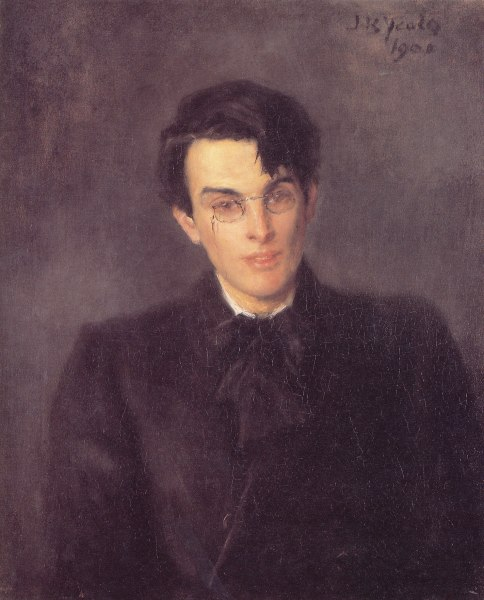
William Butler Yeats na obraze jeho otce z roku 1900.

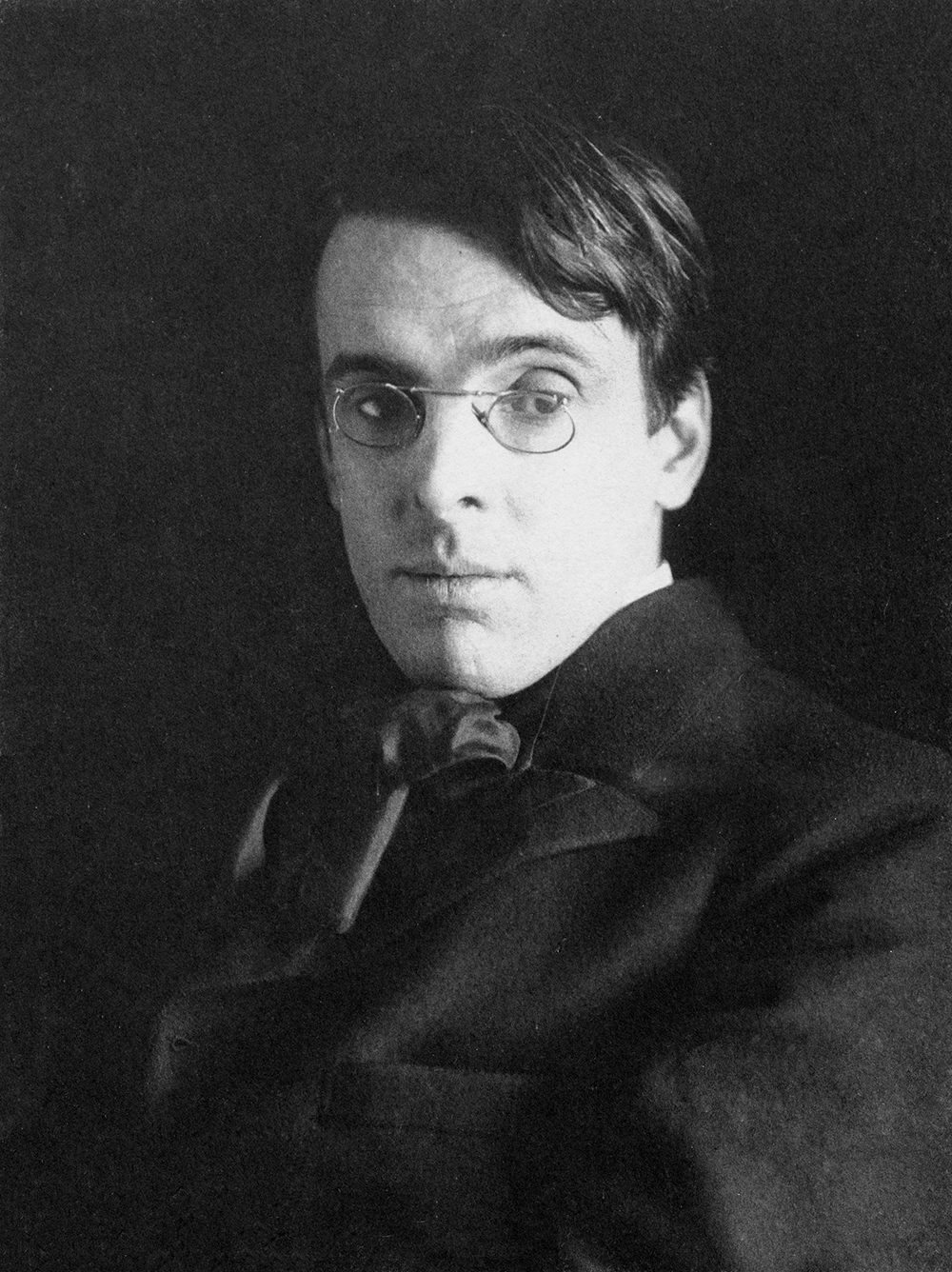
William Butler Yeats na fotografii Alice Boughtonové (1903)

William Butler Yeats (13. června 1865, Sandymount u Dublinu – 28. ledna 1939, Roquebrune-Cap-Martin, Francie) byl anglicky píšící irský básník, dramatik a esejista, nositel Nobelovy ceny za literaturu za rok 1923.

## Život
Yeats se narodil roku 1865 v rodině právníka a významného malíře portrétů. Přestože od roku 1867 do roku 1880 žila jeho rodina v Londýně, Yeats kontakt s rodnou zemí neztratil, protože trávil některé prázdniny u svých prarodičů ve městě Sligo v severozápadním Irsku. Po návratu rodiny do Irska studoval Yeats v letech 1883 až 1886 výtvarnou akademii v Dublinu, kde se seznámil s četnými umělci a literáty. Roku 1885 pak začal v časopisech uveřejňovat své první básně.
Roku 1887 se jeho rodina natrvalo přestěhovala do Londýna. Yeats prožil mimo Irsko dvě třetiny svého života, často navštěvoval Francii a velmi na něho zapůsobila cesta do Itálie v roce 1907, kde se setkal s památkami renesanční kultury. Od mládí projevoval značný zájem o esoterická učení, astrologii, alchymii, okultismus a spiritismus. Byl členem několika hermetických společností, obdivovatelem romantické imaginace a vizionářské poezie Willama Blakea a horlivým čtenářem soudobých anglických i francouzských symbolistických a dekadentních autorů, z nichž mnohé znal osobně (např. Paula Verlaina). Velmi na něho také zapůsobila filozofie Friedricha Nietzscheho a setkání s americkým básníkem Ezrou Poundem, který ho seznámil s japonským divadlem nó.[zdroj?]
V letech 1890–1920 byl Yeats vůdcem irského národního obrození. Stal se spoluzakladatelem Irské literární společnosti (Irish Literary Society) v Londýně a Národní literární společnosti (National Literary Soicety) v Dublinu. Od roku 1899 spolupracoval na obrození irského divadelnictví. Jeho snahy vyvrcholily roku 1904 založením irského národního divadla Abbey Theatre v Dublinu, jehož byl spoluředitelem a které uvádělo jeho hry. Irský boj za nezávislost prožil Yeats mimo svou vlast, ale v letech 1923 až 1928 působil v novém samostatném irském státě jako senátor.[zdroj?]

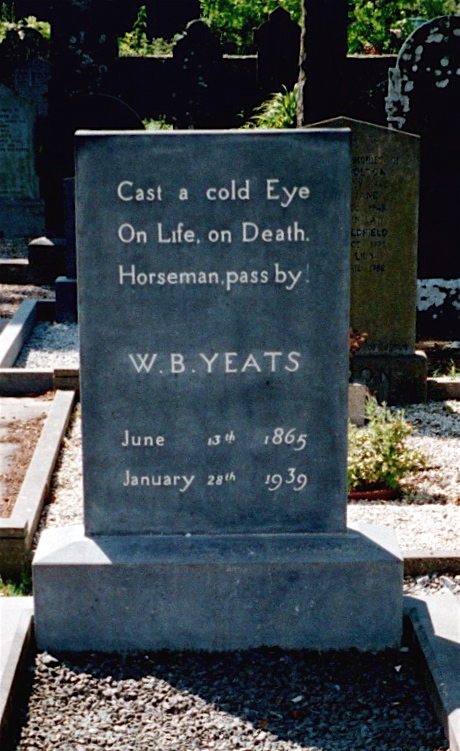
Yeatsův náhrobní kámen

Yeatsovy verše a mnohé z jeho divadelních her jsou postaveny na tradiční, často mystické symbolice, a na irském folklóru a ústní tradici. Další jeho dramata jsou ovlivněna tradicí antického a středověkého divadla a také japonského divadla Nó. V těchto hrách, jejichž uvádění na scéně dublinského národního divadla mělo zásadní význam pro růst irského národního vědomí, Yeats experimentoval s maskami, tancem a hudbou. Svým dílem se Yeats stal předním reprezentantem širokého, národně zaměřeného hnutí, tzv. keltské renesance, zařadil se mezi největší mistry anglické poezie a společně s T. S. Eliotem nejvíce zapůsobil na následující básnickou generaci. Roku 1923 mu byla udělena Nobelova cena za literaturu „… za jeho trvale inspirované básnické dílo, které nejpřísnější uměleckou podobou vyjadřuje ducha celého národa“ (citace z odůvodnění Švédské akademie).[zdroj?]
Yeats však patřil k tomu menšímu počtu laureátů, kteří po získání Nobelovy ceny ještě významně rozšířili a obohatili svou tvorbu. Svědčí o tom jeho závěrečné a také vrcholné tvůrčí období, ve kterém se Yeats snažil v systému symbolů zachytit tajnou podstatu chodu dějin, posmrtného života a organicky spojil symbolismus, tradice vizionářské poezie, starobylou, především keltskou mytologii a dobový mysticismus se svěžím vnímáním přírody a lidí do přesvědčivého projasněného tvaru bez zbytečných ozdob, který si podržel svou sugestivnost a hloubku.[zdroj?]
William Butler Yeats zemřel roku 1939 ve Francii.

## Dílo

### Básnické sbírky
- The Wanderings of Oisin (1889, Oisinovo bloudění)
- Poems (1895, Básně)
- The Wind Among The Reeds (1899, Vítr v rákosí)
- In the Seven Woods (1903, V Sedmilesí)
- The Green Helmet and Other Poems (1910, Zelená přilbice a jiné básně)
- Responsibilites (1914, Zodpovědnost)
- The Wild Swans at Coole (1919, Divoké labutě v Coole)
- Michael Robartes and the Dancer (1921, Michael Robartes a tanečnice)
- The Tower (1928, Věž) a The Winding Stair and Other Poems (1933, Točité schodiště a jiné básně), vrcholné autorovy básnické sbírky, postavené na tradiční, často mystické symbolice (labuť, jednorožec, jezdec, tanečník) a na napětí mezi okultismem a vlastenectvím.

### Divadelní hry
William Butler Yeats napsal třicet dva divadelních her, z nichž nejznámější jsou:
- Mosada (1886), vešované drama, Yeatsova první kniha
- The Countess Kathleen (1892, Hraběnka Kathleen), veršované drama založené na staré keltské pověsti o vládkyni, která zachránila svůj lid před hladomorem tím, že upsala duši ďáblu
- The Land of Heart's Desire (1894, Země touhy), veršované drama
- The Shady Waters (1900, Temné vody)
- Cathleen ni Houlihan (1902), slavná divadelní hra vycházející z legendy o stařeně, která jako symbol národa vede lid v boji proti cizím vetřelcům
- The Hour-Glass (1904, Přesýpací hodiny)
- On Baile's Strand (1905, Na Bailově břehu), veršované drama
- Deirdre (1907), veršované drama založené opět na staré keltské pověsti
- Four Plays for Dances (1921, Čtyři hry pro tanečníky), divadelní hra ovlivněná japonským divadlem nó.

### Prózy
- Fairy and Folk Tales of the Irish Peasantry (1888, Pohádky a pověsti irských rolníků)
- The Celtic Twilight (1893, Keltské přítmí), rozšířeno 1902, soubor próz, ve kterém Yeats podal jemným, bohatým a sugestivním jazykem obraz bájné říše s kouzly víl a skřítků
- Irish Fairy and Folk Tales (1894, Irské pohádky a pověsti)
- sbírky povídek The Secret Rose (1897, Tajemná růže), Rosa Alchemica (1897) a Stories of Red Hanrahan (1905, Příběhy ryšavého Hanrahana),
- Discoveries (1906, Objevy), eseje
- Per amica silentia lunae (1918), eseje
- A Vison (1925, Vidění), kniha symbolických próz nacházejících jednotu historických epoch, hlavních období lidského života a charakterových typů v cyklu měsíčních fází. Kniha měla být sumou autorova poznání života a umění a Yeats na ní pracoval do konce života.
- Autobiographies (1928, Autobiografie).

## Česká vydání
- Tajemná růže. Překlad Antonín Ludvík Stříž. Ve Staré Říši na Moravě: Antonín Ludvík Stříž, 1915. Dobré dílo, sv. 22.
- Objevy: essaye. Překlad Jaroslav Skalický. Praha: St. Jílovská, 1920. Dobré dílo, sv. 65.
- Cathleen ni Houlihan; Zlatá přílba; Přesýpací hodiny. Překlad Jaroslav Skalický. Stará Říše na Moravě: Marta Florianová, 1921. Nova et vetera, sv. 45.
- Rosa alchemica. Překlad Jaroslav Skalický. Stará Říše na Moravě [– Praha]: [Marta Florianová – Stanislava Jílovská ?], 1921. Nova et vetera, sv. 41.
- Příběhy Ryšavého Hanrahana. Překlad Jaroslav Skalický. V úpravě Josefa Čapka. Praha: Aventinum, 1926. Knihy dnešku, sv. 13. [Prvých 50 výt. tištěno na jemném tiskovém papíře a číslováno, výt. č. 1–20 podepsán autorem.]
- Přesýpací hodiny: hra o jednom dějství. Překlad Otto F. Babler. V Olomouci: Lidové závody tiskařské a nakladatelské, 1928.
- Tři hry. Přeložil s výhradným povolením Jar. Skalický; s předmluvou Evy Jurčinové. V Praze: J. Otto, 1928. Sborník světové poesie, sv. 155. [Obsahuje Temné vody, Na Bailově břehu a Deirdre.]
- Hraběnka Cathleenová: drama o pěti výjevech. Překlad Josef Julius David. V Praze: Kvasnička a Hampl, 1929. Nová bibliotéka, sv. 25. [Úprava a obálka Cyrila Boudy.]
- Per amica silentia lunae: Essaye. Přeložil Jaroslav Skalický. Upravil František Vik. Brno: Jan Pojer, 1929. Edice Atlantis, sv. 4. [Kresba na frontispisu, ve výtiscích na Gelderu signovaná a ručně kolorovaná; 350 číslovaných výtisků, z nich 1–50 na van Gelderu, 51–150 na tuzemském japanu, zbytek na antiku; bibliofilie.]
- Země touhy. Překlad Jaroslav Skalický. [Graficky upravil a dvěma kresbami a jednou fixáží ozdobil Břetislav Štorm]. V Praze: [s. n.], 1929. Edice Philobiblon, sv. 8. [100 čísl. výt. na holandu van Gelder; bibliofilie.]
- Růže světa. [Poesie]. Přeložil Bohdan Chudoba. Praha: Josef R. Vilímek, 1941. Frontispis od Františka Hudečka.
- Básně. Překlad Jaroslav Skalický. 1. vyd. Brno: Jan V. Pojer, 1944. Edice Atlantis, sv. 61. [Obálka Antonín M. Kodeda, básníkův portrét kreslil František Josef Kraus dle Charlese Haslewooda Shannona; neudaný počet výtisků (600 dle Sáňky), 150 číslovaných na dokumentním papíře, zbytek na dílovém.]
- Essaye. Překlad Jaroslav Skalický. Typograficky upravil Josef Sonberg. 1. vyd. Brno: Jan V. Pojer, 1946. Edice Atlantis, sv. 62. [Obálka Antonín M. Kodeda; neudaný počet výtisků, 100 číslovaných na dokumentním papíře, zbytek na dílovém.]
- Objevy = [Discoveries]: essaye. Překlad Jaroslav Skalický. Typograficky upravil Rudolf Hála. 1. vyd. Brno: Jan V. Pojer, 1946, [v tiráži] 1947. Edice Atlantis, sv. 68. [1500 výtisků, z toho 600 číslovaných na antiku, zbytek na similijapanu.]
- Tajemná růže: povídky. Přeložil Jaroslav Skalický. Dřevoryty vyzdobil Bohdan Lacina. Typograficky upravil Rudolf Hála. 1. vyd. V Brně: Jan V. Pojer, 1947. Edice Atlantis, sv. 70. [1000 výtisků, z nich 400 číslovaných a se suchou pečetí na antiku, ostatní na similijapanu; bibliofilie.]
- Slova snad pro hudbu: výbor z poezie. Překlad Jiří Valja. Výbor uspořádal, poznámky a úvod napsal Jiří Levý. 1. vyd. v SNKLU. Praha: Státní nakl. krásné literatury a umění, 1961. Světová četba, sv. 265.
- Eseje I. Překlad Jaroslav Skalický. Ve Votobii 1. vyd. Olomouc: Votobia, 1995. Malá díla, sv. 23. ISBN 80-85885-83-2. [Podle původního vydání v Nakladatelství J. V. Pojera v Brně.]
- Eseje II. Překlad Jaroslav Skalický. Ve Votobii 1. vyd. V Olomouci: Votobia, 1995. Malá díla, sv. 24. ISBN 80-85885-84-0. [Podle původního vydání v Nakladatelství J. V. Pojera v Brně.]
- Objevy: eseje. Překlad Jaroslav Skalický. Ve Votobii 1. vyd. V Olomouci: Votobia, 1995. Malá díla, sv. 26. ISBN 80-85619-00-8. [Podle pův. vyd. v edici Atlantis nakl. Jana V. Pojera v Brně z r. 1947.]
- Rosa alchemica. Překlad Jaroslav Skalický. 2. vyd., 1. vyd. v tomto výboru. Praha: Volvox Globator, 1995. Malá řada. ISBN 80-85769-43-3. [Orig. Early poems and stories.]
- Příběhy Ryšavého Hanrahana: keltské variace. Překlad Jaroslav Skalický. Liberec: Dauphin, 1995. ISBN 80-901842-8-6.
- Vize. Překlad Marie Vlachová. 1. vyd. Praha: Malvern, 2017. ISBN 978-80-7530-079-9.
- Slova snad pro hudbu [online]. Překlad Jiří Valja. V MKP 1. vyd. Praha: Městská knihovna v Praze, 2018. 1 online zdroj (108 s.). Klasická světová poezie [cit. 2019-03-10]. ISBN 978-80-7602-120-4. Dostupné z: http://search.mlp.cz/searchMKP.jsp?action=sTitul&key=4419499
- Vize. Překlad Martin Štefl. 1. vyd. Praha: Academia, 2019. ISBN 978-80-200-2879-2